# 萨雷耶沃农村居民点
萨雷耶沃农村居民点（俄语：Сарыевское сельское поселение）是俄罗斯联邦弗拉基米尔州维亚兹尼基区所属的一个农村居民点。其下辖有12个居民点，行政中心为萨雷耶沃。据2016年统计，该农村居民点的人口为1589人。